# Liste des pay-per-views de la ECW

La Extreme Championship Wrestling a organisé en tout vingt-et-un pay-per-view de 1997 à 2001, l'année où la fédération fermait ses portes.
Quand la ECW était rachetée par la World Wrestling Federation, la WWF s'assurait du coup la propriété des noms de ces shows. Après le rachat en 2001, la ECW faisait partie d'un show appelé InVasion, qui voyait la WCW/ECW Alliance contre la WWF.
La World Wrestling Entertainment a depuis fait revivre la ECW comme sa troisième division et a organisé deux nouveaux pay-per-views sous la bannière ECW.

## Shows par mois
| Mois      | Shows                            |
| --------- | -------------------------------- |
| Janvier   | Guilty as Charged (1999-2001)    |
| Mars      | Living Dangerously (1998-2000)   |
| Avril     | Barely Legal (1997)              |
| Mai       | Wrestlepalooza (1998)            |
| Mai       | Hardcore Heaven (1999-2000)      |
| Juillet   | Heat Wave (1998-2000)            |
| Août      | Hardcore Heaven (1997)           |
| Septembre | Anarchy Rulz (1999)              |
| Octobre   | Anarchy Rulz (2000)              |
| Novembre  | November to Remember (1997-2000) |
| Décembre  | Massacre on 34th Street (2000)   |
| Décembre  | December to Dismember(1995)      |

## Shows non diffusés en PPV
- 1993-1996, 2000: ECW Holiday Hell
- 1994, 1996-1997: ECW Ultimate Jeopardy
- 1994-1998: ECW Hostile City Showdown
- 1995: ECW December to Dismember
- 1997: ECW Born to be Wired
- 1996-1999: ECW House Party
- 1996-2000: ECW CyberSlam
- 2006: WWE vs. ECW Head to Head†